# Атребати
Атребатите (на латински: Atrebates; Atrebaten) са древно племе, принадлежащто към белгите (лат. belgae са гало-германски смесен народ).
По време на Галската война (58 – 51 пр.н.е.) те населяват територията около техния главен град Nemetocenna/Nemetacum (по-късно Atrebatae, днес Арас).
Атребатите се съпротивляват 57 пр.н.е. заедно с нервиите и виромандуите на войската на Юлий Цезар, но са победени от него в голямата Битка при Сабис (реката Sabis или Sambre). Цезар поставя след това Комий за крал на атребатите.
Комий, заради голямото му влияние е изпратен от Цезар като посланик и легат от другата страна канала. След покоряването на Галия от Цезар, една част от племето, водено от Комий, се преселва през 50 пр.н.е. в югоизточна Британия и образува там свое самостоятелно царство. Po-късно там стават крале синовете на Комий, Тинкомар (Tincomarus), Епил (Eppillus) и накрая Верика (Verica).
След завладяването на Британия от римляните през средата на 1 век атребатите образуват около главния си град Calleva Atrebatum, също както ицените, регните и бригантите римски Клиентелкски царства (Съюзници).
Списък на кралете на атребатите:
1. Комий, 57 – ок. 20 пр.н.е.
2. Тинкомар, ок. 20 пр.н.е. – 7 г., син на Комий
3. Епил, 8 г. – 15, брат на Тинкомар
4. Верика, 15 – 40, брат на Епил

страната е към Римската империя